# 잉카 콜라

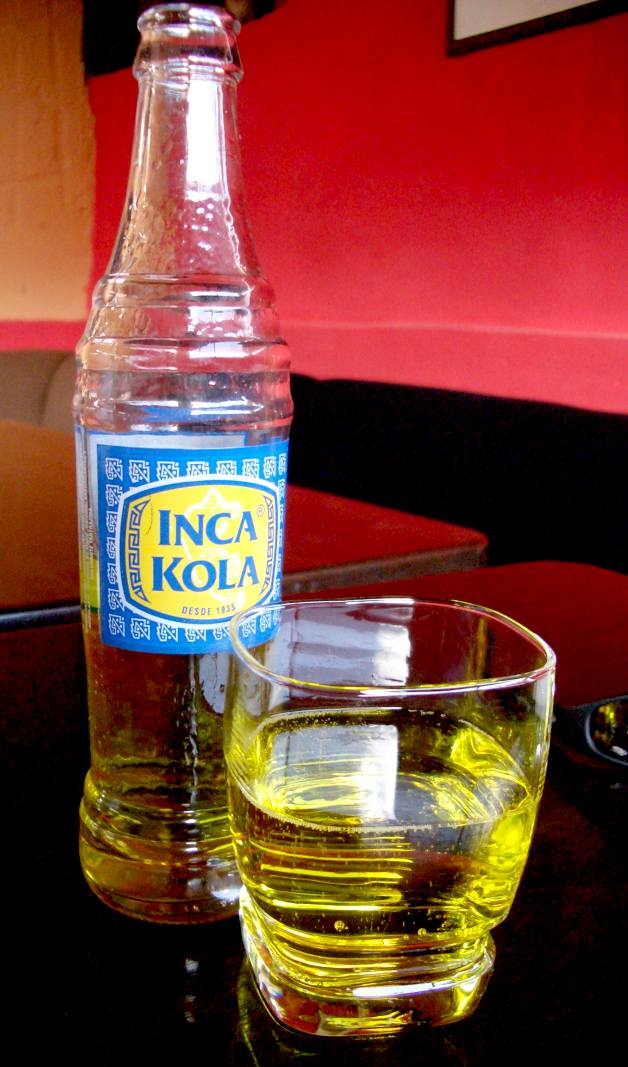
잉카 콜라의 모습.

잉카 콜라(스페인어: Inca Kola)는 일반적인 콜라와 달리 노란 빛을 띠며, 보통의 콜라보다 더 달콤한 것이 특징이다.
잉카 콜라는 페루에서 가장 많이 팔리는 콜라이다. 페루의 자부심인 잉카 문명을 이용하여 토종 콜라로서 마케팅을 펼쳤으나, 현재는 코카콜라 컴퍼니가 49%의 지분을 갖고 있다.
육안으로 볼 때 음료는 노란색을 띠며, 코카콜라나 펩시콜라, RC콜라 등과 같은 음료들은 탄산음료 특유의 자극이 강하지만, 잉카콜라는 자극이 덜하고 달콤하며,
인공 색소가 아닌 천연의 색소로 만들어진다.